# Девід Гудолл
Девід Гудолл (англ. David Goodall; 1914–2018) — англійський і австралійський геоботанік і еколог-статистик. Професор Університету імені Едіт Ковен. Автор понад 100 наукових робіт з питань екології, член Ордена Австралії.

## Біографія
Девід Гудолл народився в передмісті Лондона Едмонтоні. У 1935 році отримує ступінь бакалавра з ботаніки в Лондонському коледжі. З 1935 по 1946 роки працював науковим співробітником у Науково-дослідному інституті фізіології рослин на Істмоллінзькій науково-дослідній станції. У 1941 році захищає дисертацію на ступінь доктора наук в Лондонському коледжі.
У 1946—1947 роках працює в Гані у Науково-дослідному інституті какао Гани (CRIG). У 1948 році емігрує до Австралії і до 1952 року працює старшим викладачем ботаніки в Мельбурнському університеті. З 1953 року професор. З 1954 по 1956 рік викладає в Університеті Редінга. З 1956 по 1961 роки очолює Науково-дослідний інститут тютюну в Мерібе.
З 1961 по 1967 роки головний науковий співробітник відділу математичної статистики Державного об'єднання наукових і прикладних досліджень (CSIRO) в Перті (Західна Австралія). З 1968 по 1974 р. — професор системної екології в Центрі екології Університету штату Юта. У 1974—1979 оках. Девід Гудолл — науковий співробітник Відділу управління земельними ресурсами CSIRO.
Останні 20 років Гудолл боровся за легалізацію евтаназії в Австралії і був членом австралійської організації Exit International, яка лобіює право на добровільний відхід з життя для тих, хто цього потребує. 1 травня 2018 року вирушив у евтаназійний тур до Швейцарії, де 10 травня, слухаючи 9-ту симфонію Бетховена, ввів собі летальну ін'єкцію пентобарбіталу і помер. Гудолл сподівався, що його вчинок підігріє суспільний інтерес до питання евтаназії, викличе дискусію і допоможе змінити австралійське законодавство.